# Raymonde Delalande
Raymonde Delalande, épouse Sergent, née le 18 août 1903 à Saint-Martin-Le-Beau (Indre-et-Loire) et morte pour la France en déportation le 30 avril 1943 au camp d'Auschwitz (gouvernement général de Pologne), est une résistante française citée à l'ordre de la nation, ayant reçu la médaille de la Résistance française. 

## Biographie
Raymonde Elise Delalande, dernière enfant d'une famille d'agriculteurs de six enfants, est née le 18 août 1903 à Saint-Martin-le-Beau (Indre-et-Loire). Son père, Etienne Désiré Delalande, cultivateur, est âgé de 47 ans à sa naissance, et sa mère Silvine Rose Lemaine, sans profession, de 41 ans. Les deux aînées de la fratrie sont nées à Saint-Romain sur Cher (Loir-et-Cher), Marguerite en 1884, Marthe en 1885, et les suivants à Saint-Martin-le-Beau : Georgette en 1891, Maurice en 1894, et Jeanne en 1897.
Raymonde est allée à l'école primaire d'Amboise et obtient son certificat d’études primaires le 19 juin 1916. En 1925, elle travaille à Paris en tant que serveuse dans un restaurant. Le 26 septembre 1925, dans le 10e arrondissement de Paris, elle épouse Paul Alphonse Eugène Sergent né le 25 juillet 1903 à Bléré, boucher. En 1927, le couple revient à Saint-Martin-le-Beau pour y tenir un hôtel-café-restaurant, le Café hôtel de l’Union, au 2 rue d’Amboise, dont ils deviennent ensuite propriétaires. Le 30 octobre 1929, Raymonde et Paul Sergent ont une fille, Gisèle Léninette Paule.

## Engagement et résistance
Avant-guerre, Raymonde et son époux adhérent au parti communiste français et à la Confédération Générale du Travail Unitaire (CGTU).
Sous l’occupation, Raymonde Delalande dissimule des bouteilles de vin de Touraine en les murant dans la cave de son établissement ainsi que des documents confidentiels entre la charpente et les ardoises et dans le double fond du billard. Elle fait, par ailleurs, disparaître la faucille et le marteau gravés sur la tête de son lit. 
Dès juillet 1940, alors que son mari est prisonnier de guerre en Allemagne, Raymonde Delalande, surnommée Le Rossignol, entre dans la résistance en faisant passer des tracts et journaux communistes. Puis à partir de l'automne 1940, elle intègre une chaîne grâce à laquelle des prisonniers de guerre évadés, notamment du camp d’Amboise (Frontstalag 180), des résistants et des juifs gagnent la zone sud ; la ligne de démarcation, délimitée par le Cher, ne se situant qu’à quelques kilomètres. Raymonde héberge ces personnes, les nourrit et les informe sur les trajets à suivre.
Raymonde Delalande aura pour nom de code Denise et utilisera pour comme mot de passe « Bonjour ma cousine ». Dénoncée, elle est arrêtée et libérée à deux reprises : la première fois le 6 juin 1941 avant d'être libérée le 6 août, la seconde fois le 12 avril 1942 et est libérée le 26 juillet. Le 23 septembre 1942, elle est de nouveau arrêtée et est conduite à la prison de Tours, qu'elle quitte le 7 novembre 1942 pour le Fort de Romainville. Le 24 janvier 1943, elle est l'une des 200 femmes déportées par le convoi des 31 000 en direction d'Auschwitz. Elle arrive le mercredi 27 janvier 1943 au camp de femmes de Birkenauoù on lui tatoue le numéro 31790. À Birkenau, Raymonde Delalande, pour limiter les risques de dysenterie, a l’idée de manger du charbon trouvé dans les cendres des feux que font les SS pour se chauffer sur les chantiers où travaillent les détenues. Plus tard, et trouvant parfois des os d’animaux dans d’autres feux des gardiens, elle les casse afin d’en manger la moelle.
Raymonde Delalande meurt le 30 avril 1943, soit trois mois après son arrivée. Elle est la dernière des tourangelles du convoi à décéder. Des vingt tourangelles du convoi du 24 janvier 1943, seule Hélène Fournier survivra, elle viendra à plusieurs reprises à Saint-Martin-Le-Beau pour témoigner de ce qui se passait au camp d'Auschwitz Birkenau. La fille de Raymonde Delalande Sergent, Gisèle, a été adoptée par la Nation par jugement du tribunal civil de Tours le 26 mars 1947. 

## Distinctions

### Décorations
- Médaille militaire (décret du 14 mars 1959)[3]
- Croix de guerre 1939–1945, palme de bronze (décret du 16 septembre 1948)[3]
- Médaille de la Résistance française (décret du 31 mars 1947)[11]

### Reconnaissance
- En 1950, elle est promue au grade de sergent[3].
- Le 29 juin 1955 une carte de déporté résistant est établie à son nom, cette carte porte le numéro 201125956[12].
- L'arrêté du 19 août 2002, décide que la mention Mort en déportation est apposée sur les actes et jugements déclaratifs de décès de Raymonde Delalande[13].

## Hommages

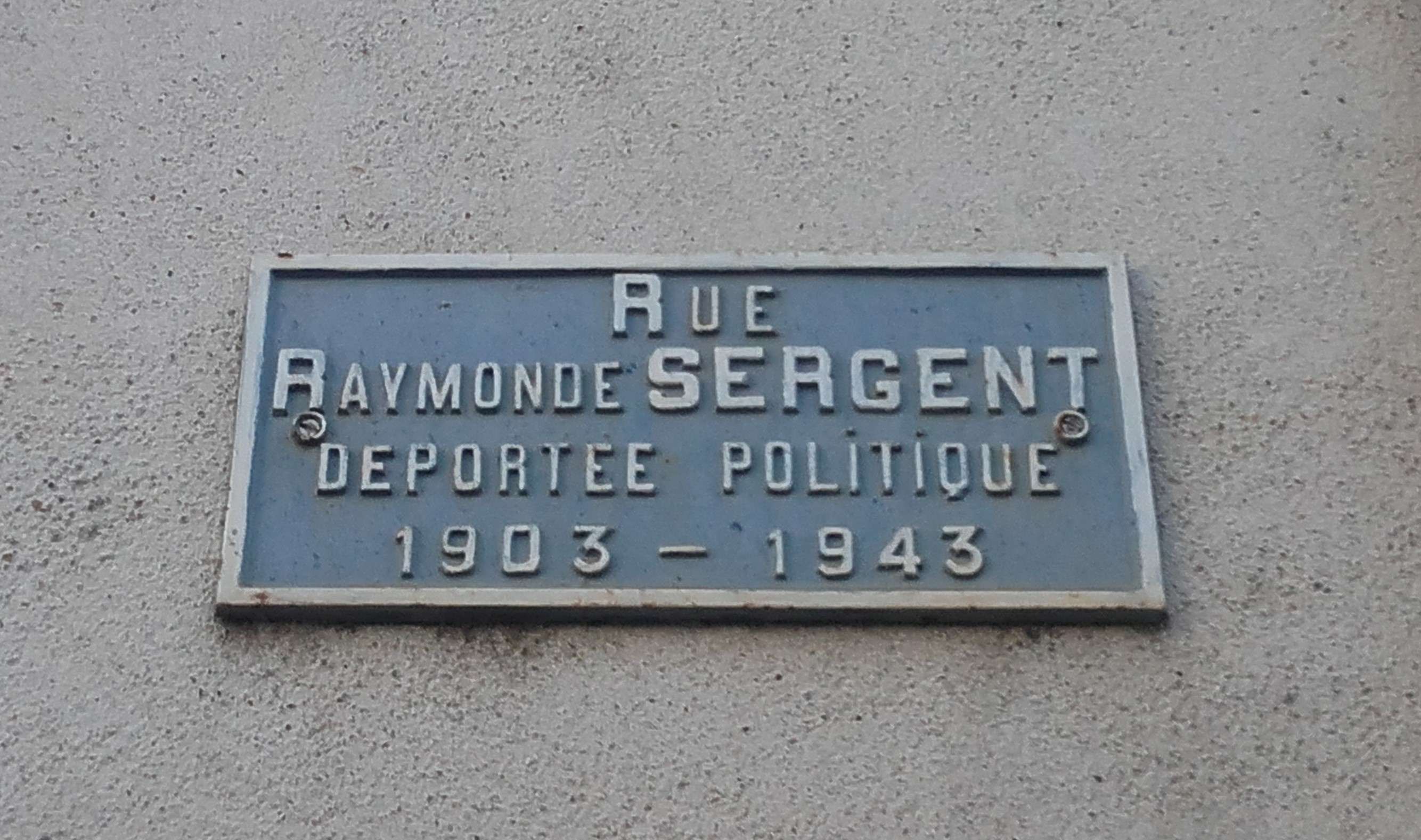
Rue Raymonde Sergent à Saint-Martin-Le-Beau

Le nom de Raymonde Sergent est inscrit (période 1939-1945) sur le monument aux morts de Saint-Martin-le-Beau, dans le cimetière communal.
A Saint-Martin-Le-Beau, une rue porte le nom de Raymonde Sergent née Delalande, une plaque est apposée sur un mur de sa maison natale, son nom a aussi été donné à une salle municipale et à une résidence de logements sociaux. 